# Руновићи
Руновићи су општина у Сплитско-далматинској жупанији, Република Хрватска.

## Историја
До територијалне реорганизације у Хрватској налазила се у саставу старе општине Имотски. Седиште општине је у насељу Руновић.

## Становништво
На попису становништва 2011. године, општина Руновићи је имала 2.416 становника, од чега у Руновићу 2.024.
| Број становника по пописима | Број становника по пописима | Број становника по пописима | Број становника по пописима | Број становника по пописима | Број становника по пописима | Број становника по пописима | Број становника по пописима | Број становника по пописима | Број становника по пописима | Број становника по пописима | Број становника по пописима | Број становника по пописима | Број становника по пописима | Број становника по пописима | Број становника по пописима |
| --------------------------- | --------------------------- | --------------------------- | --------------------------- | --------------------------- | --------------------------- | --------------------------- | --------------------------- | --------------------------- | --------------------------- | --------------------------- | --------------------------- | --------------------------- | --------------------------- | --------------------------- | --------------------------- |
| 1857                        | 1869                        | 1880                        | 1890                        | 1900                        | 1910                        | 1921                        | 1931                        | 1948                        | 1953                        | 1961                        | 1971                        | 1981                        | 1991                        | 2001                        | 2011                        |
| 2.087                       | 3.073                       | 2.988                       | 3.482                       | 4.207                       | 5.134                       | 5.130                       | 4.229                       | 4.531                       | 4.764                       | 4.603                       | 4.638                       | 3.718                       | 3.497                       | 2.643                       | 2.416                       |

Напомена: Настала из старе општине Имотски. У 1857. и 1869. део података садржан је у општини Подбабље. У 1869. и 1921. садржи део података за општине Подбабље и Змијавци.